# Ябторма
Ябторма — река в России, протекает по Ямало-Ненецкому АО. Устье реки находится в 22 км по правому берегу реки Лангседаяха. Длина реки составляет 45 км.

## Данные водного реестра
По данным государственного водного реестра России относится к Нижнеобскому бассейновому округу, водохозяйственный участок реки — Надым. Речной бассейн реки — Надым.
Код объекта в государственном водном реестре — 15030000112115300051825.